# Smells Like Children
Smells Like Children is een ep van Marilyn Manson, uitgebracht in 1995. Op dit album staan ook een paar covers die populair zijn onder de fans.

## Tracklisting
1. The Hands Of Small Children – 1:35
2. Diary Of A Dope Fiend – 5:55
3. Shitty Chicken Gang Bang – 1:19
4. Kiddie Grinder Remix – 4:23
5. Sympathy For The Parents – 1:00
6. Sweet Dreams (Are Made Of This) – 4:53
7. Everlasting Cocksucker Remix – 5:13
8. Fuck Frankie – 1:48
9. I Put A Spell On You – 3:36
10. May Cause Discoloration Of The Urine Or Feces – 3:59
11. Scabs, Guns, And Peanut Butter – 1:01
12. Dance Of The Dope Hats Remix – 4:39
13. White Trash Remixed by Tony F. Wiggins – 2:47
14. Dancing With The One-Legged... – 0:45
15. Rock 'N Roll Nigger – 3:31
16. (Bonus Track) – 8:19